# Hiroki Mizumoto
Hiroki Mizumoto, född 12 september 1985 i Mie prefektur, Japan, är en japansk fotbollsspelare som sedan 2011 spelar för Sanfrecce Hiroshima.